# Hemipterochilis rubriventris
Hemipterochilis rubriventris är en stekelart som beskrevs av Gusenleitner 1998. Hemipterochilis rubriventris ingår i släktet Hemipterochilis och familjen Eumenidae. Inga underarter finns listade i Catalogue of Life.